# Leonard Shockley
Leonard Shockley (ur. w 1941 lub 1942, zm. 10 kwietnia 1959) – amerykański przestępca, skazany na śmierć w komorze gazowej.
Shockley został skazany za zamordowanie kobiety w hrabstwie Dorchester w stanie Maryland. W czasie egzekucji miał 17 lat. Był ostatnią osobą poniżej 18 roku życia, na której wykonano karę śmierci w Stanach Zjednoczonych.